# 23andMe
23andMe — частная биотехнологическая компания, расположенная в Маунтин-Вью, Калифорния, предоставляющая частным заказчикам информацию об их предрасположенности к заболеваниям на основании анализа предоставленного биоматериала на однонуклеотидный полиморфизм по нескольким тысячам SNP. По состоянию на март 2014 года в 23andMe проанализировали SNP для 650 тысяч клиентов. К июню 2015 года анализ проведён более чем для 1 миллиона человек.
Название фирмы происходит от количества пар хромосом в каждой (здоровой) ядросодержащей соматической клетке человека. Работает с клиентами из 56 стран, с конца 2013 года деятельность по работе с клиентами в США временно прекращена. В феврале 2015 года Управление по санитарному надзору за качеством пищевых продуктов и медикаментов разрешило компании работу с частными клиентами для проведения генетического анализа для выявления синдрома Блума.
По состоянию на март 2025, компания подала на банкротство.

## Финансирование
На декабрь 2007 года, три компании — 23andMe, Navigenics и Decode Genetics, — анонсировали возможность проведения генетических анализов с ценой в пределах от $999 до $2500. В сентябре 2008 года 23andMe снизила свои цены до $399, в мае 2012 — до $299, а в декабре 2012 — до $99.
Компания Google инвестировала в 23andMe 3,9 млн долларов. При этом отмечают, что сооснователь Google Сергей Брин был женат на соосновательнице 23andMe — Энн Воджицки. Компания Genentech также сообщила о том, что инвестировала в 23andMe. В 2012 году консорциум инвесторов во главе с Юрием Мильнером вложил в компанию около 50 млн долларов.
В июле 2018 года объявлено о начале сотрудничества с британской GlaxoSmithKline с целью разработки новых препаратов на основе генетического анализа. Сумма инвестиций на четырёхлетний период партнёрства составит 300 млн долларов.

## Направления деятельности компании
Компания ведёт научную и коммерческую деятельность. Предоставляются следующие услуги:
- генетическая диагностика предрасположенности клиента к ряду заболеваний (на сентябрь 2012 года — 118 видов),
- поиск на основе генетических данных далёких предков клиента,
- сравнение генетических данных нескольких клиентов (выяснение степени родства и др.).

## Юридический статус

### США
В апреле 2008 года департамент здравоохранения штата Нью-Йорк выслал письма 6 генетическим компаниям (в том числе и 23andMe), уведомляя их о том, что они не могут проводить генетическое тестирование граждан Нью-Йорка без разрешения врача.. Вслед за Нью-Йорком, в апреле 2008 года подобные письма разослал департамент здравоохранения Калифорнии, в котором потребовал приостановить деятельность компаний до тех пор, пока они не пройдут сертификацию на статус клинической лаборатории и не организуют работу таким образом, чтобы результаты генетических тестов поступали непосредственно медикам. В ответ представители компании заявили, что деятельность 23andMe полностью соответствует законодательству Калифорнии и она будет продолжена. Юридически, генетическое тестирование проводилось в образовательных и диагностических целях.
В августе 2008 года фирма получила лицензию, позволяющую и далее вести бизнес в Калифорнии.
В ноябре 2013 года компания получила предписание от Управления по контролю за продовольствием и лекарственными препаратами США о приостановке продажи индивидуальных генетических тестов. По мнению FDA, генетические тесты приравниваются к медицинским устройствам и должны получить соответствующее одобрение для применения, однако 23andMe не выполнила предписания, выдвинутые FDA в ответ на заявки 2012 года. Компания отказалась предоставить запрашиваемые FDA данные о достоверности результатов тестов.
5 декабря 2013 года 23andMe в своём блоге сообщает о том, что подчинилась требованиям FDA: те клиенты, которые оплатили комплекты после 22 ноября 2013 года, не будут иметь доступ к расширенной интерпретации генетической информации. Такие клиенты получили письма с инструкцией по возврату всей оплаченной ими суммы.
6 апреля 2017 года американская компания 23andMe получила от FDA разрешение расширить предоставляемые данные о здоровье. Теперь компания может показывать пользователям информацию по генетическим рискам десяти заболеваний, в том числе болезни Альцгеймера и Паркинсона.

### Россия
Компания не оказывает свои услуги гражданам России, поскольку правовой статус трансграничных отправлений, содержащих биологические образцы человека, недостаточно ясен. Жители Санкт-Петербурга и Ленинградской области могут заказать этот тест через почтовых посредников в Финляндии, а затем получить его в Лаппеенранте, пройти тест и тут же отправить результат обратно. 

## Отзывы
В 2008 году журнал Time назвал сервис ДНК-тестирования 23andMe «изобретением года».

## Научные исследования
В 2017 году компания решила привлечь 20 тысяч своих бывших клиентов для масштабного исследования влияния генов на чувствительность к боли. В ходе эксперимента, который каждый участник проведёт у себя дома, нужно опустить руку в ледяную воду, засечь время и не вынимать, пока боль не станет непереносимой. Самое главное в эксперименте — зафиксировать точное время пребывания руки в воде.

## Процедура банкротства
Компания в 2025 году сократила около 40%, или 200 сотрудников, в рамках программы реструктуризации. Рыночная капитализация 23andMe рухнула более, чем в 300 раз — с 3,5 миллиарда долларов в момент выхода на биржу в 2021 году до 11 миллионов. Соучредитель и генеральный директор Энн Воджицки была вынуждена покинуть свой пост.